# Zapamiętajmy to lato
Zapamiętajmy to lato (ros. Сто дней после детства) – film obyczajowy produkcji radzieckiej z 1975 roku w reżyserii Siergieja Sołowjowa.

## Opis fabuły
Grupa nastolatków spędza wakacje na obozie pionierów. Kilkoro z jego uczestników (głównych bohaterów filmu) ulega przeżyciom i poddanych zostaje doświadczeniom typowym dla społeczności ich wieku – pierwszym uczuciowym fascynacjom, próbom odwagi i odpowiedzialności, sprawdzianom przyjaźni i uczciwości – dającym im przedsmak dorosłego życia.

## Obsada aktorska
- Boris Tokariew – Mitia Łopuchin
- Tatjana Drubicz – Lena Jergolina
- Irina Małyszewa – Sonia Zagriemuchina
- Jurij Agilin – Gleb Łunow
- Nina Mieńszykowa – wychowawczyni Ksenija Lwowna
- Siergiej Szakurow – wychowawca Siergiej/głos zza kadru
- Arina Alijnikowa – lekarz
- Andriej Zwiagin – Sasza Lebiediew
- Jurij Sorkin – Furikow
- Tatjana Jurinowa – Zalikowa
- Siergiej Chlebnikow – spiker radiowęzła
- Wiktor Markin – kierownik obozu
- Wiera Błagowidowa – Jefrosinia Kuzminiczna

i inni.

## O filmie
Zapamiętajmy to lato był czwartym z kolei, pełnometrażowym filmem Siergieja Sołowjowa i pierwszym z szeregu wielokrotnie później nagradzanych dzieł tego reżysera. Przyniósł mu rozgłos i uznanie i z mało znanego twórcy filmowego uczynił gwiazdę kina radzieckiego światowego formatu. Obraz spotkał się wprawdzie z umiarkowanym zainteresowaniem widzów – tylko w Związku Radzieckim obejrzało go ledwie ponad 7 mln ludzi – jednak spodobał się krytykom i to zarówno krajowym jak i zagranicznym. Świadectwem tego uznania były liczne nagrody i wyróżnienia jakie film otrzymał. Najbardziej prestiżową z nich był Srebrny Niedźwiedź dla najlepszego reżysera przyznany na 25. MFF w Berlinie. Sukces tego filmu był zaskoczeniem nawet dla samego reżysera, który po latach wspominał, że jego realizację potraktował jak "chałturę o pionierach".
W Polsce początkowo film został odrzucony przez komisję kwalifikacyjną działającą przy Centralnym Zarządzie Kinematografii. Do dystrybucji kinowej został skierowany dopiero w 1977 roku (dwa lata po premierze) już jako uznany na arenie międzynarodowej obraz. Zyskał bardzo przychylne recenzje krytyków.

## Nagrody i wyróżnienia
Film otrzymał kilka mniej lub bardziej prestiżowych nagród świata filmu:
- 1975 – Srebrny Niedźwiedź dla najlepszego reżysera na 25. MFF w Berlinie;
- 1975 – II nagroda na XVII MFF dla Dzieci i Młodzieży w Avellino;
- 1976 – IX WFF we Frunze
- 1976 – MFF w Belgradzie "FEST-76" – nagroda główna w konkursie filmów dla dzieci i młodzieży;
- 1976 – Nagroda Leninowskiego Komsomołu;
- 1976 – nagroda KC Komsomołu za najlepszy film dla dzieci i młodzieży roku 1975;
- 1976 – Nagroda Państwowa ZSRR za scenariusz, reżyserię, zdjęcia i scenografię.